# Евфимид
Евфимид (др.-греч. Εὐθυμίδης) — древнегреческий вазописец и гончар конца VI — начала V в. до н. э. из Афин, представитель группы вазописцев-пионеров.
Евфимид считается одним из наиболее крупных вазописцев раннего периода краснофигурного стиля. Известно о его соперничестве с другим известным вазописцем — Ефронием. На одной из своих ваз Евфимид оставил даже подпись: «Евфимид, сын Полиаса, нарисовал это, как это никогда не умел Ефроний».
Известные произведения:
- Амфора с изображением двух молодых женщин, преследующих юношу, укравшего их подругу. Государственное античное собрание. Мюнхен
- Амфора с изображением танцующего гуляки. Государственное античное собрание. Мюнхен